# Милан Марић (архитекта)
Милан Марић (Нови Сад, 26. децембар 1940) српски је архитекта.

## Биографија
Основну и средњу школу „Светозар Марковић” завршио је у Новом Саду. Архитектонски факултет је завршио у Београду, 1964. године. Од 1965. године је радио као архитекта у Атељеу ПЛАН у Новом Саду.
Учествовао је на бројним колективним изложбама архитеката У Новом Саду, Сремској Митровици и Београду. Његова дјела излагана су на изложбама у Москви, Берлину,Стразбуру и Истанбулу.
Марић је био успјешан учесник и члан жирија већег броја јавих урбанистичких конкурса широм земље. Једини је новосадски архитекта чије је дјело приказано  у књизи  академског архитекте Ивана Штрауса: Архитекрутра Југославије 1945-1950, издатој 1991. године у Сарајеву.
Члан је Друштва архитеката Новог Сада, председник (1993–1995); Друштва архитеката Београда, члан Председништва (1993–1995); Савез архитеката Србије; члан ИКС.

## Награде
Добитник је следећих награда:
- Борбине награде за најбоље реализовано дјело у Војводини у периоду од 1980. и 1981. године.[1]
- Годишња награда архитектуре Новог Сада (2001);[1]
- Признање жирија Годишње награде Савеза архитеката Србије (2001);[1]
- „Најлепши кровови 1903–2003“ Потисје–Кањижа (2003);[1]
- Специјално признање Салона архитектуре Новог Сада (2004);[1]
- Табаковићева награда за архитектуру (2005).[1]